# La figlia del pirata
La figlia del pirata (Adventure Island) è un film del 1947 diretto da Sam Newfield.
È un film d'avventura statunitense con Rory Calhoun e Rhonda Fleming. È basato sul romanzo del 1894 The Ebb Tide: A Trio and Quartette di Robert Louis Stevenson e Lloyd Osbourne.

## Trama
Tre marinai Herrick, Huish, Attwater, il capitano Lochlin e Faith Wishart vagano per un'isola governata da un pericoloso tiranno.

## Produzione
Il film, diretto da Sam Newfield su una sceneggiatura di Maxwell Shane con il soggetto di Robert Louis Stevenson e Lloyd Osbourne, fu prodotto da William H. Pine e William C. Thomas per la Pine-Thomas Productions e girato nei Paramount Studios a Hollywood, Los Angeles, in California.

## Distribuzione
Il film fu distribuito con il titolo Adventure Island negli Stati Uniti dal 13 agosto 1947 al cinema dalla Paramount Pictures.
Altre distribuzioni:
- in Svezia l'8 dicembre 1947 (Äventyrens ö)
- in Finlandia il 16 aprile 1948 (Etelämeren valkoinen paholainen)
- in Portogallo il 13 dicembre 1948 (A Ilha Maldita)
- in Francia il 7 settembre 1949 (L'île aux serpents)
- in Brasile (A Ilha da Maldição)
- in Venezuela (La hija del pirata)
- in Grecia (To nisi tis flogas)
- in Italia (La figlia del pirata)